# 玄倉村
玄倉村（くろくらむら）は、神奈川県足柄上郡に存在した村。現在の山北町北東部に位置した。

## 地理
- 山 ： 日影山、檜岳、雨山、鍋割山、塔ノ岳、丹沢山、蛭ヶ岳、檜洞丸、大室山、加入道山
- 川 ： 玄倉川

## 歴史
- 1889年（明治22年）4月1日 - 町村制の施行により、玄倉村が単独村制。中川村、世附村との町村組合が発足し、組合役場を中川村大字中川に設置。大字は編成しなかった。
- 1909年（明治42年）4月1日 - 中川村、世附村と合併して三保村が発足。同日玄倉村廃止。